# Anance
|  | Per al satèl·lit de Júpiter, vegeu Anance (satèl·lit). |

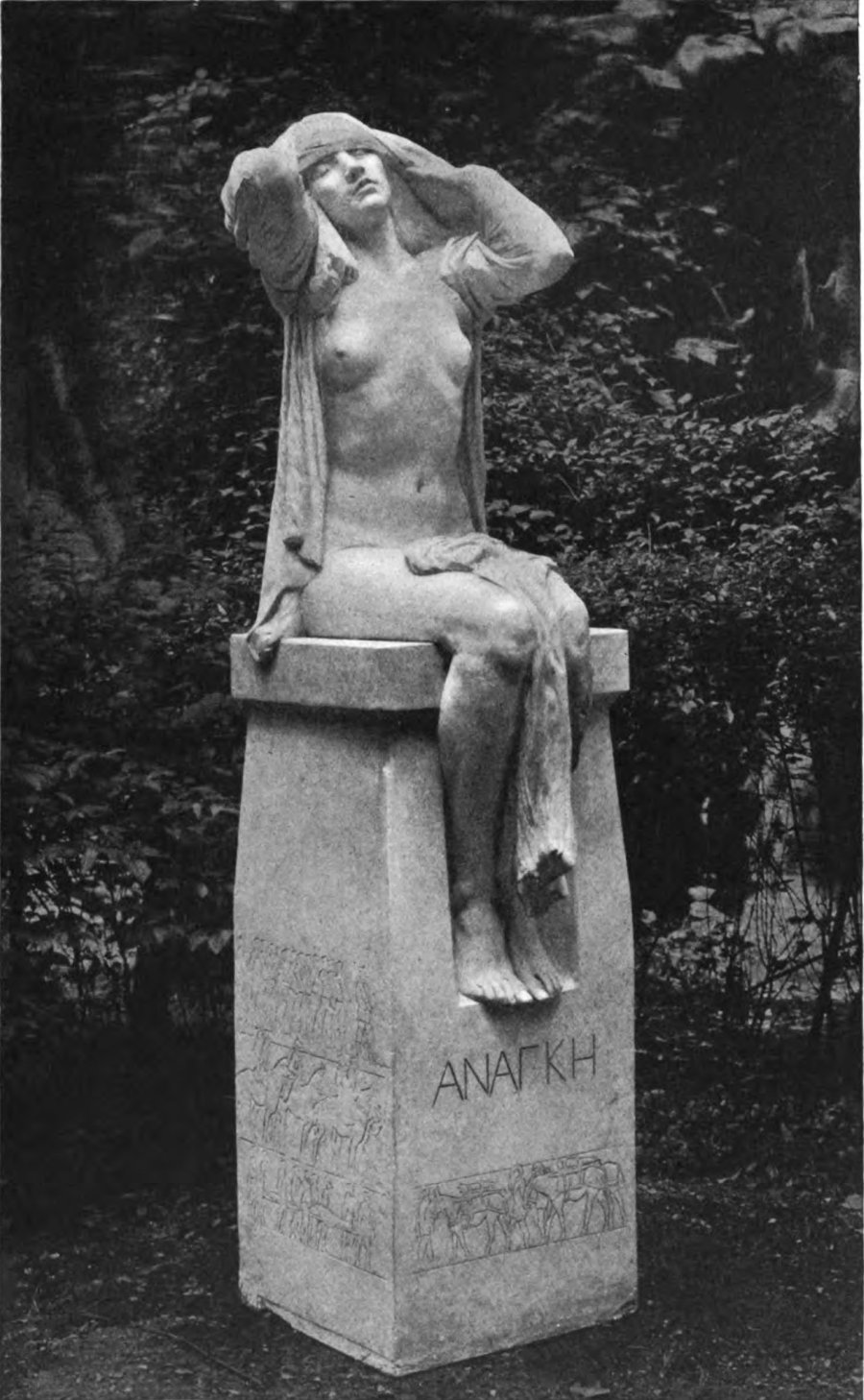
Ananke de Gilbert Bayes.

Anance (en grec antic ἀνάγκη), era, en mitologia grega, la Necessitat, la personificació de l'obligació absoluta, i de la força inevitable del destí. Era una divinitat al·legòrica imperant sobre l'univers i mare dels déus primordials. També va ser coneguda com a Hermíone o Adrastea. A la mitologia romana pren el nom de Necessitat (Necessitas). Plató la va considerar mare de les moires, els tres destins, que van ser engendrades per Zeus. És filla de Cronos, igual que Dice, la Justícia. De vegades no n'és filla sinó que se l'aparella amb l'altre Cronos, el déu del temps. El seu culte va ser escàs fins a l'auge de l'orfisme, religió de l'ocult, on, amb la seva filla Adrastea, és la dida del petit Zeus. En les tradicions populars, Anance va esdevenir una divinitat de la mort, de la Necessitat de morir. En els poetes tràgics segueix encarnant la força suprema que han d'obeir fins i tot els déus.
Segons el viatger grec antic Pausànias, hi havia un temple a Corint, on les deesses Anance i Bia (que representaven la violència o el sentit de pressa violenta) eren adorades juntes en el mateix santuari.
Va inspirar una novel·la de Victor Hugo.